# Campeonato Europeo de Lucha de 1930
El VIII Campeonato Europeo de Lucha se celebró en el año 1930 en dos sedes distintas. Las competiciones de lucha grecorromana en Estocolmo (Suecia) y las de lucha libre en Bruselas (Bélgica).

## Resultados

### Lucha grecorromana
| Evento | Oro                            | Plata                       | Bronce                      |
| ------ | ------------------------------ | --------------------------- | --------------------------- |
| 56 kg  | Herman Tuvesson · Suecia       | Jakob Brendel · Alemania    | László Szekfű Hungría       |
| 61 kg  | Kustaa Pihlajamäki · Finlandia | Sven Martinsen · Noruega    | Ödön Zombori Hungría        |
| 66 kg  | Erik Malmberg · Suecia         | Voldemar Väli Estonia       | Károly Kárpáti Hungría      |
| 72 kg  | Mikko Nordling · Finlandia     | Gyula Zombori Hungría       | Jean Földeak · Alemania     |
| 79 kg  | Väinö Kokkinen · Finlandia     | Ivar Johansson · Suecia     | Karl Kullisaar Estonia      |
| 87 kg  | Carl Westergren · Suecia       | Ejnar Hansen Dinamarca      | Edil Rosenqvist · Finlandia |
| +87 kg | Johan Richthoff · Suecia       | Hjalmar Nyström · Finlandia | Georg Gehring · Alemania    |

### Lucha libre
| Evento | Oro                         | Plata                             | Bronce                  |
| ------ | --------------------------- | --------------------------------- | ----------------------- |
| 56 kg  | Piet Mollin · Bélgica       | Pál Gyarmati Hungría              | John Björnsson · Suecia |
| 61 kg  | József Tasnádi Hungría      | François Van Langenhove · Bélgica | Jean Chasson Francia    |
| 66 kg  | Károly Kárpáti Hungría      | Englebert Mollin · Bélgica        | Erik Malmberg · Suecia  |
| 72 kg  | Hyacinthe Roosen · Bélgica  | Fritz Käsermann · Suiza           | Algot Malmberg · Suecia |
| 79 kg  | Hermann Gehri · Suiza       | Nils Landberg · Suecia            | Émile Poilvé Francia    |
| 87 kg  | Sanfrid Söderqvist · Suecia | Bernard Deferm · Bélgica          | van der Sipp Francia    |
| +87 kg | Johan Richthoff · Suecia    | Léon Charlier · Bélgica           | —                       |

## Medallero
| Núm. | País      | Oro | Plata | Bronce | Total |
| ---- | --------- | --- | ----- | ------ | ----- |
| 1    | Suecia    | 6   | 2     | 3      | 11    |
| 2    | Finlandia | 3   | 1     | 1      | 5     |
| 3    | Bélgica   | 2   | 4     | 0      | 6     |
| 4    | Hungría   | 2   | 2     | 3      | 7     |
| 5    | Suiza     | 1   | 1     | 0      | 2     |
| 6    | Alemania  | 0   | 1     | 2      | 3     |
| 7    | Estonia   | 0   | 1     | 1      | 2     |
| 8    | Dinamarca | 0   | 1     | 0      | 1     |
| 8    | Noruega   | 0   | 1     | 0      | 1     |
| 10   | Francia   | 0   | 0     | 3      | 3     |
|      | TOTAL     | 14  | 14    | 13     | 41    |